# Prémontré
Prémontré é uma comuna francesa na região administrativa de Altos da França, no departamento de Aisne. Estende-se por uma área de 8,33 km². Em 2010 a comuna tinha 656 habitantes (densidade: 78,8 hab./km²).